# Lineair tijdinvariant continu systeem
Lineaire tijdinvariante continue systemen (LTC-systemen)  vormen een veelgebruikte en krachtige klasse van wiskundige modellen, die lineair zijn of als lineair benaderd kunnen worden. Een efficiënte behandeling is mogelijk dankzij de laplacetransformatie en de fouriertransformatie. Toepassingen zijn mechanische constructies, analoge filters en analoge regeltechniek. De digitale tegenhanger, lineair tijdinvariant discreet systeem, maakt gebruik van de z-transformatie en de discrete vormen van de fouriertransformatie. De verzamelnaam voor beide is lineair tijdinvariant systeem.

## Definitie
Als een dynamisch systeem S op een invoer {\displaystyle x(t)} een uitvoer {\displaystyle y(t)} geeft, wordt dit genoteerd als:
{\displaystyle \mathrm {S} :x(t)=y(t)}
De invoer en uitvoer worden in de context van wiskundige systeemtheorie doorgaans respectievelijk excitatie en respons genoemd. Deze benamingen worden in dit artikel gehanteerd. In eerste instantie behandelt dit artikel LTC-systemen met één excitatie en een of meerdere responsen.
Een LTC-systeem is een dynamisch systeem met als typische eigenschappen: 
Lineair
De respons van het systeem hangt op een lineaire manier af van de excitatie. De respons op een lineaire combinatie van excitaties is gelijk aan dezelfde lineaire responscombinaties op de afzonderlijke excitaties.
Indien: {\displaystyle \mathrm {S} :x_{1}(t)=y_{1}(t)} en {\displaystyle \mathrm {S} :x_{2}(t)=y_{2}(t)}
dan geldt: {\displaystyle \mathrm {S} :ax_{1}(t)+bx_{2}(t)=ay_{1}(t)+by_{2}(t)}
Tijdinvariant
Het gedrag van het systeem verandert niet in de tijd. Het systeem doet geen ervaring op. Op dezelfde excitatie volgt steeds exact dezelfde respons. Meer bepaald, indien de excitatie een tijdspanne {\displaystyle t_{0}} wordt verlaat, blijft de respons op zich gelijk, maar grijpt eveneens dezelfde tijdspanne {\displaystyle t_{0}} later plaats.
Indien: {\displaystyle \mathrm {S} :x(t)=y(t)}
Dan geldt: {\displaystyle \mathrm {S} :x(t-t_{0})=y(t-t_{0})}
Continu
Zowel de invoer als de uitvoer zijn continue functies (signalen) van de tijd. Ze bestaan dus op elk moment {\displaystyle t}, in tegenstelling tot een digitaal signaal dat enkel op discrete tijdstippen {\displaystyle t[i]} bestaat. Deze betekenis van continu is dus anders dan de normale wiskundige betekenis van het begrip continuïteit. Hier slaat het begrip continu op het feit dat de tijd-as, of meer algemeen de as van de onafhankelijke variabele, een reële as is.

## Systeembeschrijvingen
Een LTC-systeem kan op verschillende equivalente manieren beschreven worden. Dit kan door middel van de differentiaalvergelijking, de impulsrespons, de systeemfunctie (transferfunctie), de frequentierespons, en de polen en nulpunten.

### Differentiaalvergelijking
De differentiaalvergelijking waarmee een LTC-systeem kan worden beschreven is een lineaire differentiaalvergelijking met constante coëfficiënten. In het linkerlid staat als onbekende de respons {\displaystyle y(t)} en minstens een van haar afgeleiden. In het rechterlid staat de excitatie {\displaystyle x(t)} en/of een of meer van haar afgeleiden. Bij mechanische systemen zijn de differentiaalvergelijking(en) gewoon de bewegingsvergelijking(en). De algemene vorm is dus:
{\displaystyle \sum _{i=0}^{N}a_{i}y^{(i)}=\sum _{j=0}^{M}b_{j}x^{(j)}}
Hierbij is {\displaystyle N} de orde van het systeem, en geldt dat {\displaystyle N\geq M}.
Lopend voorbeeld: opladen van een condensator met capaciteit {\displaystyle C} over een weerstand {\displaystyle R} door middel van een gelijkspanning {\displaystyle V_{0}}.
De excitatie is dus de gelijkspanning, de respons is de lading {\displaystyle q(t)} op de condensator. De differentiaalvergelijking in dat geval is:
{\displaystyle RC{\frac {\mathrm {d} q(t)}{\mathrm {d} t}}+q(t)=CV_{0}}
Dit is een eerste orde lineaire differentiaalvergelijking met de lading {\displaystyle q(t)} als onbekende.
In een concrete situatie moet ook in de nodige beginvoorwaarden voorzien worden. Indien een respons wordt berekend met alle beginvoorwaarden gelijk aan nul, noemt men dit een nultoestandrespons (zero state response). Een systeem kan ook een respons geven in de afwezigheid van externe excitatie, namelijk omdat het zich op {\displaystyle t=0} niet in rust bevindt. Wiskundig betekent dit dat niet alle beginvoorwaarden van de differentiaalvergelijking nul zijn. Dit soort respons heet een nulinvoerrespons (zero input response).
De totale oplossing van de differentiaalvergelijking kan worden opgedeeld in:
- Het overgangsgedrag (transient solution). Dit is wiskundig gezien de oplossing van de homogene differentiaalvergelijking. Fysisch is dit de vrije respons. Indien het systeem een vorm van demping bevat bestaat het overgangsgedrag uit dalende exponentiëlen en/of gedempte trillingen. Dergelijke bijdragen tot de oplossing noemt men transiënten. Elke dalende exponentiële bevat een tijdconstante {\displaystyle t}, dit is de tijd die nodig is opdat het exponentieel verloop met een factor 1/e afneemt. Na vijf tijdconstanten kan men de exponentiële functie als uitgewerkt beschouwen. De tijdconstante is het getal dat in de exponent in de noemer onder de variabele {\displaystyle t} staat.

Voorbeeld: de tijdconstante van {\displaystyle e^{-5t}} bedraagt {\displaystyle \tau =0{,}2}.
- Het regimegedrag (regime solution). Dit is wiskundig gezien de particuliere oplossing van de volledige differentiaalvergelijking. Fysisch is dit de zogenaamde gedwongen respons. Het regimegedrag is van dezelfde aard als de excitatie. Zo zal een constante excitatie een constant regimegedrag veroorzaken, of een sinusvormige excitatie als respons een sinus van dezelfde frequentie tot gevolg hebben, maar met een aangepaste amplitude en fase.

Overgangsgedrag kan echter twee oorzaken hebben: ten eerste zal een systeem bij niet-nulle beginvoorwaarden spontaan naar de rusttoestand terugkeren, ook in de afwezigheid van excitatie. De eventuele respons in afwezigheid van excitatie heet de nulinvoerrespons (zero input response).
Ten tweede zal ook elke opstart van een excitatie (of wijziging van een bestaande excitatie) een overgangsgedrag tot gevolg hebben, zelfs als de beginvoorwaarden nul zijn.
De totale respons bevat dus drie onderdelen:
(a)	Overgangsgedrag wegens niet-nulle begintoestand
(b)	Overgangsgedrag wegens opstart van excitatie
(c)	Regimegedrag wegens het onderhouden van de excitatie
De technische opdeling is:  Overgang + Regime  =  (ab) + (c)
Deze stemt overeen met de wiskundige: Homogene oplossing + Particuliere oplossing =  (ab) + (c)
Maar, de systeemtheoretische opdeling is: Nulinvoerrespons + Nultoestandrespons = (a) + (bc)
Indien de excitatie wegvalt zal het systeem volledig overschakelen op zijn overgangsgedrag.

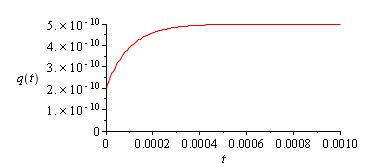
Opladen van een condensator over een weerstand door middel van een gelijkspanning. De condensator is reeds gedeeltelijk opgeladen

Lopend voorbeeld: stel dat de condensator uit bovenstaand voorbeeld voor 40% is opgeladen op {\displaystyle t=0}.
Dan is de oplossing van de differentiaalvergelijking, met beginvoorwaarde {\displaystyle q(0)=0{,}4CV_{0}}:
{\displaystyle q(t)=0{,}4CV_{0}e^{-t/RC}-CV_{0}e^{-t/RC}+CV_{0}}
De eerste term is de nulinvoerrespons, de tweede en de derde vormen samen de nultoestandrespons.
Anderzijds, de eerste en de tweede term vormen samen de overgangsrespons, de derde de regimerespons.

### De impulsrespons h(t)
De impulsrespons is de nultoestandrespons op een deltafunctie {\displaystyle \delta (t)}, ook diracfunctie of impuls genoemd. In de veronderstelling van een nultoestand volstaat kennis van de impulsrespons  {\displaystyle h(t)} om de respons {\displaystyle y(t)} op gelijk welke excitatie {\displaystyle x(t)} te berekenen, want de respons is in die veronderstelling gelijk aan de convolutie van de excitatie met de impulsrespons:
{\displaystyle y(t)=(x*h)(t)}
Lopend voorbeeld: voor de condensator: {\displaystyle h(t)={\frac {1}{R}}e^{-t/RC}}
De impulsrespons bevat enkel overgangstermen, want bij een delta-excitatie is er enkel een excitatie op {\displaystyle t=0} en niet meer daarna. Het aanleggen van een deltafunctie aan een systeem met alle beginvoorwaarden nul, stemt wiskundig overeen met het kiezen van goed gekozen niet-nulle beginvoorwaarden, maar dan zonder externe excitaties. In beide gevallen zal het systeem via overgangsgedrag naar de rusttoestand terugkeren.

### De systeemfunctie
De systeemfunctie is de Laplace getransformeerde van de impulsrespons {\displaystyle h(t)}:
{\displaystyle H(s)=\int _{t=0}^{\infty }f(t)e^{-st}\mathrm {d} t}
Bij een LTC-systeem is de systeemfunctie steeds een complexe rationale functie van de complexe variabele {\displaystyle s} van het laplacedomein, dus van {\displaystyle \mathbb {C} } naar {\displaystyle \mathbb {C} }. De algemene vorm, overeenstemmend met de algemene vorm van de differentiaalvergelijking van het systeem, is direct af te leiden uit de differentiaalvergelijking door deze Laplace te transformeren met alle beginvoorwaarden nul:
{\displaystyle H(s)={\frac {\sum _{i=0}^{N}a_{i}s^{i}}{\sum _{j=0}^{M}b_{i}s^{i}}}}
De hoogste macht van de noemer is de orde van het systeem.
Lopend voorbeeld: {\displaystyle H(s)={\frac {C}{sRC+1}}}

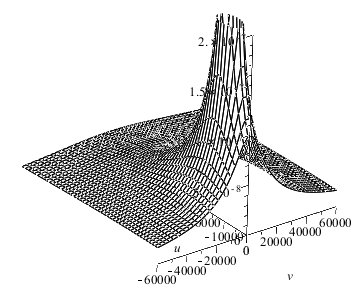
Absolute waarde van de systeemfunctie van het lopend voorbeeld.

Een belangrijke relatie ontstaat door op de convolutieëigenschap van de impulsrespons de Laplacetransformatie toe te passen, gebruik makend van de convolutiestelling:
{\displaystyle Y(s)=H(s)\cdot X(s)}
De lastige bewerking convolutie wordt in het laplacedomein een gewoon product. Deze relatie laat toe de nultoestandrespons op een excitatie te berekenen via de laplacetransformatie.

### De frequentierespons
De frequentierespons van een systeem is de Fouriertransformatie van de impulsrespons, maar kan ook concreet bekomen worden door de complexe variabele {\displaystyle s} van de systeemfunctie te beperken tot zijn imaginaire deel {\displaystyle j\omega }.
{\displaystyle H(j\omega )=\int _{t=0}^{\infty }f(t)e^{-j\omega t}\mathrm {d} t} = {\displaystyle H(s\rightarrow j\omega })
De frequentierespons is zelf een complexe functie van de reële variabele {\displaystyle \omega }, een hoekfrequentie uitgedrukt in radialen per seconde. Hij kan dus worden ontbonden als:
{\displaystyle H(j\omega )=A(\omega )e^{j\varphi (\omega )}}
Het belang van de frequentierespons ligt in het feit dat hij toelaat de regimerespons op een sinusexcitatie snel te vinden. Een systeem kan namelijk, in geval als excitatie een sinus wordt aangelegd, nooit de frequentie van die sinus veranderen. Het zal wel de bestaande amplitude vermenigvuldigen met een factor, en de bestaande fase vermeerderen met een extra bijdrage. Beide factoren zijn te vinden door de hoekfrequentie van de sinus in te vullen in de frequentierespons. Dit geeft een complex getal als resultaat. De absolute waarde van dat complex getal is de vermenigvuldigingsfactor voor de amplitude, de hoek van het complex getal de extra fase. Dus:

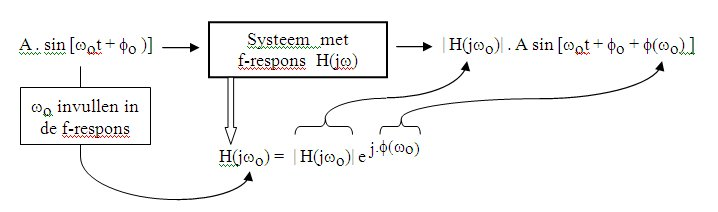
Effect van de frequentierespons op een sinusexcitatie

{\displaystyle S:V\sin(\omega _{0}t)=A(\omega _{0})V\sin[\omega _{0}t+\varphi (\omega _{0})]}
De functie {\displaystyle A(\omega )} heet amplituderespons. Zijn plot toont in één oogopslag welke frequenties door het systeem worden versterkt, verzwakt of zelfs gestopt. De functie {\displaystyle \varphi (\omega )} is de faserespons en zegt met welke fase een bepaalde frequentie door het systeem wordt veranderd. De fase wordt best berekend met de functie arctan2.
Indien de excitatie en de respons verschillende fysische eenheden hebben kan de factor {\displaystyle |H(j\omega _{0})|} in getalwaarde vele machten van tien groter of kleiner dan 1 zijn. In die factor zit dan ook de omzetting van die eenheden verwerkt. Dit is het geval in het lopend voorbeeld, waar de excitatie een spanning is, maar de respons een lading.

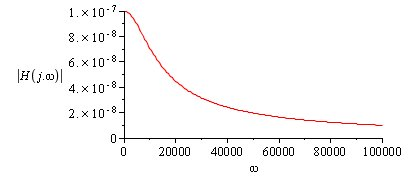
Amplituderespons van het lopend voorbeeld

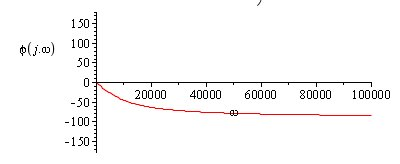
Faserespons van het lopend voorbeeld

Lopend voorbeeld:
- frequentierespons {\displaystyle H(j\omega )={\frac {C}{RCj\omega +1}}}
- amplituderespons {\displaystyle A(\omega )={\frac {C}{\sqrt {R^{2}C^{2}\omega ^{2}+1}}}}
- faserespons {\displaystyle \varphi (\omega )=\mathrm {arctan2} (1,-RC\omega )}

### Polen en nulpunten
Dit zijn respectievelijk de nulpunten van de noemer en van de teller van de systeemfunctie. Het aantal polen is gelijk aan de orde van het systeem. Het aantal nulpunten (of nullen) eveneens, maar niet alle nullen zijn zichtbaar omdat ze ook op oneindig kunnen liggen. Daarom moet het aantal eindige nullen worden aangevuld met nullen op oneindig om aan het vereiste aantal te komen.
Indien een pool (of een nul) complex is, is zijn complex toegevoegde eveneens een pool (of een nul).
Polen dienen strikt links van de imaginaire as van het vlak van Laplace te liggen, wil het systeem stabiel zijn. Nullen hebben deze beperking niet. Een nul op de imaginaire as, dus op een bepaalde reële frequentie betekent dat het systeem een sinus van deze frequentie volledig zal blokkeren.
De kennis van polen en nullen laat toe de systeem functie te reconstrueren (als men van een veelterm de nulpunten kent, kan men die veelterm immers vinden), op een algemene constante na. Bij polen en nullen is het daarom nodig ook nog de frequentierespons te geven voor één bepaalde frequentie. Hiervoor wordt indien mogelijk de frequentie {\displaystyle \omega =0} gekozen, tenzij {\displaystyle s=0} zelf een nulpunt van het systeem is.
Lopend voorbeeld: Pool in {\displaystyle -1/RC}, nul op oneindig
Wanneer de systeemfunctie beperkt wordt tot de imaginaire as verkrijgt men de frequentierespons. De absolute waarde van de systeemfunctie beperken tot de imaginaire as levert dus de amplituderespons. Een pool dicht bij de imaginaire as veroorzaakt in de systeemfunctie een piek naar oneindig die in de amplituderespons merkbaar is als een lokaal maximum. Hoe dichter de pool bij de as, hoe hoger dat maximum. Op dezelfde manier veroorzaakt een nul dicht bij de imaginaire as een verlaging in de amplituderespons.
Een nul op de imaginaire as stemt overeen met een reële frequentie, die door het systeem volledig wordt onderdrukt. Een pool op de imaginaire as zou betekenen dat een sinus met die frequentie door het systeem oneindig wordt versterkt. Dit fenomeen staat in de fysica bekend als zuivere resonantie. Het kan voorkomen bij ongedempte massa-veersystemen waar de resonantiefrequentie gelijk is aan. 
Het kan ook voorkomen in elektrische kringen: indien in het lopend voorbeeld de weerstand door een spoel wordt vervangen zal zuivere resonantie optreden op een frequentie {\displaystyle 1/LC}.

## Toepassingen

### Basistypes van systemen
Systemen kunnen worden opgedeeld volgens hun responsgedrag op een sinusexcitatie. Dit wordt vooral toegepast op elektrische schakelingen die op frequentie selecteren, de zogenaamde bandselectieve filters:
Laagdoorlaatsysteem (Low Pass): bevat minstens één nul op oneindig zodat hoogfrequentie sinusexcitaties worden onderdrukt. Bevat geen nullen in de oorsprong om laagfrequentie sinussen en een constante excitatie door te laten.
Hoogdoorlaatsysteem (High Pass): bevat minstens één nul op in de oorsprong zodat laagfrequente sinusexcitaties en een constante excitatie worden onderdrukt. Bevat geen nullen op oneindig om hoogfrequentie sinussen door te laten.
Banddoorlaatsysteem (Band Pass): bevat minstens één nul, zowel in de oorsprong als op oneindig zodat enkel tussenliggende frequenties worden doorgelaten
Bandstopsysteem (Band Stop): bevat geen nullen in de oorsprong en geen op oneindig maar wel op een eindige plaats op de imaginaire as, zodat die tussenliggende frequentie wordt gestopt
Fasedraaier (All Pass): dit is een systeem met een amplituderespons die constant is. Alle frequenties worden dus met gelijke versterkingsfactor doorgelaten. Dit systeem verandert dus enkel de fase van een sinusexcitatie, en deze verandering hangt af van de frequentie. Bij een fasedraaier liggen de polen en nullen perfect symmetrisch tegenover elkaar ten opzichte van de imaginaire as, de polen links (wegens de eis op stabiliteit) en de nullen bijgevolg rechts.
| Systeemtype | Nullen           | Vorm teller voor 2de orde systeem  |
| ----------- | ---------------- | ---------------------------------- |
| Low Pass    | oneindig         | {\displaystyle A} (constant)       |
| High pass   | nul              | {\displaystyle A\,s^{2}}           |
| Band pass   | nul en oneindig  | {\displaystyle A\,s}               |
| Band stop   | op imaginaire as | {\displaystyle A(s^{2}+w_{0}^{2})} |

### Gedempt massa-veersysteem

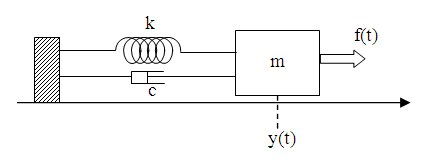
Gedempt massa-veersysteem met krachtexcitatie

Een gedempt massa-veer systeem met massa m, veerconstante k en dempingsconstante c, kan beschouwd worden als een LTC-systeem waarbij de verplaatsing {\displaystyle y(t)} de respons is, en een kracht {\displaystyle f(t)} als excitatie wordt aangelegd. De differentiaalvergelijking van dit systeem volgt uit de wet van Newton:
{\displaystyle m{\frac {\mathrm {d} ^{2}y(t)}{\mathrm {d} t^{2}}}+c{\frac {\mathrm {d} y(t)}{\mathrm {d} t}}+k\,y(t)=f(t)}

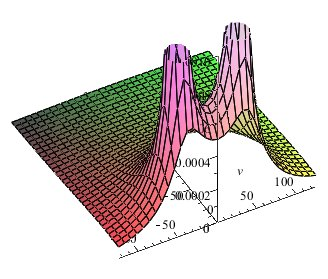
Amplitude van een ondergedempt massa-veersysteem. De twee polen zijn duidelijk zichtbaar en zijn complex toegevoegd. De as onderaan rechts is de imaginaire as waarboven de amplituderespons te vinden is.

Door als excitatie een deltafunctie aan te leggen, de beginvoorwaarden nul te kiezen, en dan de laplacetransformatie te nemen vindt men de systeemfunctie:
{\displaystyle H(s)={\frac {1}{ms^{2}+cs+k}}}
Dit systeem heeft twee polen. Deze kunnen reëel en verschillend zijn, reëel samenvallend, of complex toegevoegd. In de afwezigheid van demping ({\displaystyle c=0}) liggen de polen op de imaginaire as, en treedt zuivere resonantie op. Voor een vaste keuze van de massa m en de veerconstante {\displaystyle k} bestaat een bepaalde waarde van de dempingsconstante {\displaystyle c} waarvoor de polen samenvallen.
| Polen               | Voorwaarde op de parameters      | Benaming                                 |
| ------------------- | -------------------------------- | ---------------------------------------- |
| Reëel, verschillend | {\displaystyle c>2{\sqrt {k.m}}} | Overgedempt systeem                      |
| Reëel, gelijk       | {\displaystyle c=2{\sqrt {km}}}  | Kritisch gedempt systeem                 |
| Complex toegevoegd  | {\displaystyle c<2{\sqrt {km}}}  | Ondergedempt systeem (gedempte trilling) |
| Zuiver complex      | {\displaystyle c=0}              | Ongedempt systeem                        |

De dempingseigenschappen van het systeem hebben ook hun invloed op de andere eigenschappen van het systeem. In de volgende paragrafen wordt verondersteld dat de massa en de veerconstante steeds gelijk zijn, om zo zuiver het effect van de demping te kunnen beschrijven.
- De amplituderespons

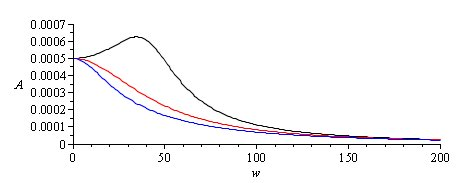
Amplituderespons voor een vaste massa, een vaste veerconstante en verschillende waarden van de demping: overgedempt (zwart), kritisch gedempt (rood) en ondergedempt (blauw)

Indien de demping groot genoeg is is de amplituderespons strikt dalend. De amplitude van de respons, indien de excitatie een sinus is, zal dus kleiner worden naarmate de frequentie van de exciterende sinus stijgt. Indien de demping minder dan 70% van de kritische waarde bedraagt treedt een schouder op, die hoger wordt naarmate de demping verder daalt. In de afwezigheid van demping treedt zuivere resonantie op voor de frequentie {\displaystyle \omega ={\sqrt {k/m}}}.
- De faserespons

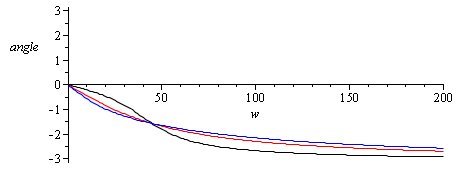
Faserespons voor een vaste mass, een vaste veerconstante en verschillende waarden van de demping: ondergedempt (zwart), kritisch gedempt (rood) en overgedempt (blauw)

Deze is steeds een dalende functie van de exciterende frequentie. Voor lage frequenties is de fase respons heel klein, voor hoge frequentie bereikt hij als limietwaarde −180°, ongeacht de hoeveelheid demping. Het verloop van de faserespons is heel geleidelijk in het geval van een grote demping, en wordt meer en meer hoekig naarmate de demping daalt. Op de frequentie {\displaystyle \omega ={\sqrt {k/m}}} is de faserespons steeds −90°.
- De staprespons

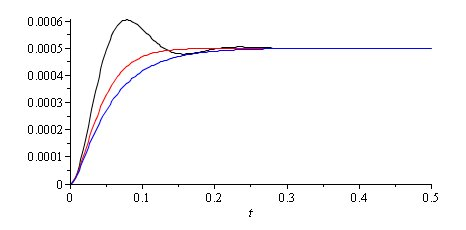
Staprespons voor een vaste mass, een vaste veerconstante en verschillende waarden van de demping: ondergedempt (zwart), kritisch gedempt (rood) en overgedempt (blauw)

Indien als kracht een stap van 1 newton wordt aangelegd zal het systeem uiteindelijk stoppen op een verplaatsing {\displaystyle y(t)=1/k}. Hoe het systeem daar geraakt (het overgangsgedrag) hangt wel af van de hoeveelheid demping. Bij grote demping verplaatst het systeem zich relatief traag. Bij kritische demping gebeurt dit sneller. Bij een ondergedempt systeem reageert het systeem nog sneller maar treden oscillaties op, waardoor de tijd nodig om de eindwaarde te bereiken weer toeneemt. Om deze reden worden mechanische systemen in veel gevallen kritisch gedempt.
De berekeningen in de voorbeelden werden uitgevoerd met een massa {\displaystyle m=1\,{\text{kg}}}, een veerconstante {\displaystyle k=2000\,{\text{N/m}}} en verschillende waarden voor de dempingsconstante {\displaystyle c=120\,{\text{Ns/m}}} (overdemping), {\displaystyle c=89{,}44\,{\text{Ns/m}}} (kritische demping) en {\displaystyle c=40\,{\text{Ns/m}}} (onderdemping).